# Oviedo
Oviedo (asturski: Uviéu) je glavni grad autonomne zajednice Asturije (Španjolska) i istoimene španjolske pokrajine koja vuče svoje korijene iz 8. stoljeća. U 9. i 10. st. bio je prijestolnicom neovisne Kraljevine Asturije. Stanovnici se nazivaju Ovetensi (Ovetense).

## Povijest
Prema predaji, grad su 761. god. osnovala dva svećenika, Máximo i Fromestanus, izgradnjom crkve sv. Vincenta. No, arheološki dokazi upućuju u postojanje starijeg naselja iz rimskog doba.
Fruela I. Asturijski, četvrti kralj Asturije, izgradio je u Oviedu svoju palaču odmah uz crkvu, a kralj Alfons II. Krjeposni (791. – 842.) proglasio je Oviedo svojom prijestolnicom, umjesto dotadašnje Pravije jer je želio biti na, tada tek osnovanom, hodočasničkom Putu svetog Jakova. Tada su izgrađene Katedrala u Oviedu posvećena Kristu Spasitelju i kraljevska palača koje su tvorile nukleus moći grada.
Kralj Ramiro I. Asturijski je dao izgraditi više crkvi (Santa María del Naranco, San Julián de los Prados, San Miguel de Lillo) koje su imale svoju originalnu autohtonu predromaničku arhitekturu, oslobođenu izvanjskih utjecaja okolnih Vizigota i Normana. 
Kada je preminuo kralj Alfons III. Veliki 910. god., prijestolnica je premještena u León, a Oviedo se nastavio razvijati kao srednjovjekovni utvrđeni grad sa zidinama od 12. do 16. st. Grad je stradao u velikom požaru 1521. god. nakon kojeg je izgrađen akvedukt Los Pilares kako grad više nikada ne bi ostao bez vode.
Početkom 17. st. osnovano je Sveučilište u Oviedu, izvorno kao umjetnička škola nadbiskupa Fernanda de Valdés Salasa, što je dalje potaknulo razvoj grada i njegovo širenje. Tijekom 18. st. lokalni plemići su u gradu izgradili mnoge znamenite građevine, a u 19. st. grad se industrijalizira, te se grade predgrađa poput ulice Uría. Naposljetku, u 20. st. grad postaje administrativno i trgovačko središte.
Tijekom Španjolskog građanskog rata 1936. god. grad su tri mjeseca opsjedale Republikanske snage nakon što ga je okupirao Nacionalistički pukovnik Antonio Aranda Mata.

## Znamenitosti
Zaštićeni spomenici Kraljevine Asturije na UNESCO-ovom popisu svjetske baštine su:
- Katedrala u Oviedu iz 1288. god., podignuta na temeljima ranije katedrale iz 8. st., u kojoj se čuva sudarij iz Ovieda, komad tkanine, koja je po predaji bila omotana oko Isusove glave.
- Cámara Santa de Oviedo iz 802. god. nalazi se uz samu katedralu.
- Santa María del Naranco je dvorana iz 9. st. koja je služila kao crkva, ali i kao palača kralja Ramira I.
- San Miguel de Lillo je malena crkva iz 9. st. (slika desno)
- Bazilika San Julián de los Prados
- La Foncalada, fontana iz 9. st.; jedini očuvani primjer svjetovne arhitekture iz predromanike u cijeloj Europi.

Ostale znamenitosti su:
- Sveučilište u Oviedu, osnovano 1574. god. uz podršku nadbiskupa i glavnog inkvizitora D. Fernanda Valdés Salasa, koji je djelovao za vrijeme kraljeva Karla V. i Filipa II.
- Gradska vijećnica (Casa Consistorial) iz 1662. god.
- Samostan sv. Vincenta iz 8. st. u kojemu se danas nalazi Muzej Asturije.
- Gradska tržnica El Fontán  iz 17. i 18. st.

## Poznate osobe
- Tioda, arhitekt iz 9. st.
- Fernando Alonso, dvostruki svjetski prvak Formule 1 (2005., 2006.)
- Samuel Sánchez, biciklist

## Sport
- Real Oviedo, nogometni klub
- Oviedo CB, košarkaški klub koji igra u trećoj ligi (Liga EBA)
- Oviedo je jedna od postaja anualne biciklističke utrke Vuelta a España

## Gradovi prijatelji
Oviedo je zbratimljen sa sljedećim gradovima:
| - Valparaiso, Čile (1976.) - Bochum, Njemačka (1979.) - Buenos Aires, Argentina (1983.) - Santiago de Compostela, Španjolska (1993.) - Santa Clara, Kuba (1995.) - Clermont-Ferrand, Francuska (1988.) - Jersey City, SAD (1998.) | - Zamora, Španjolska (2001.) - Torrevieja, Španjolska (2004.) - Tampa, SAD (1991.) - Hangzhou, Kina (2006.) - Valencia de Don Juan, Španjolska (2006.) - Viseu, Portugal (2007.) - Maranello, Italija (2010.) |

## Vanjske poveznice
- Turističke informacije općine Oviedo  Arhivirana inačica izvorne stranice od 31. svibnja 2009. (Wayback Machine)
- Asturijski spomenici  Arhivirana inačica izvorne stranice od 18. veljače 2007. (Wayback Machine)

### Ostali projekti
|  | Zajednički poslužitelj ima još gradiva o temi Oviedo |